# Griechischer Bergtee

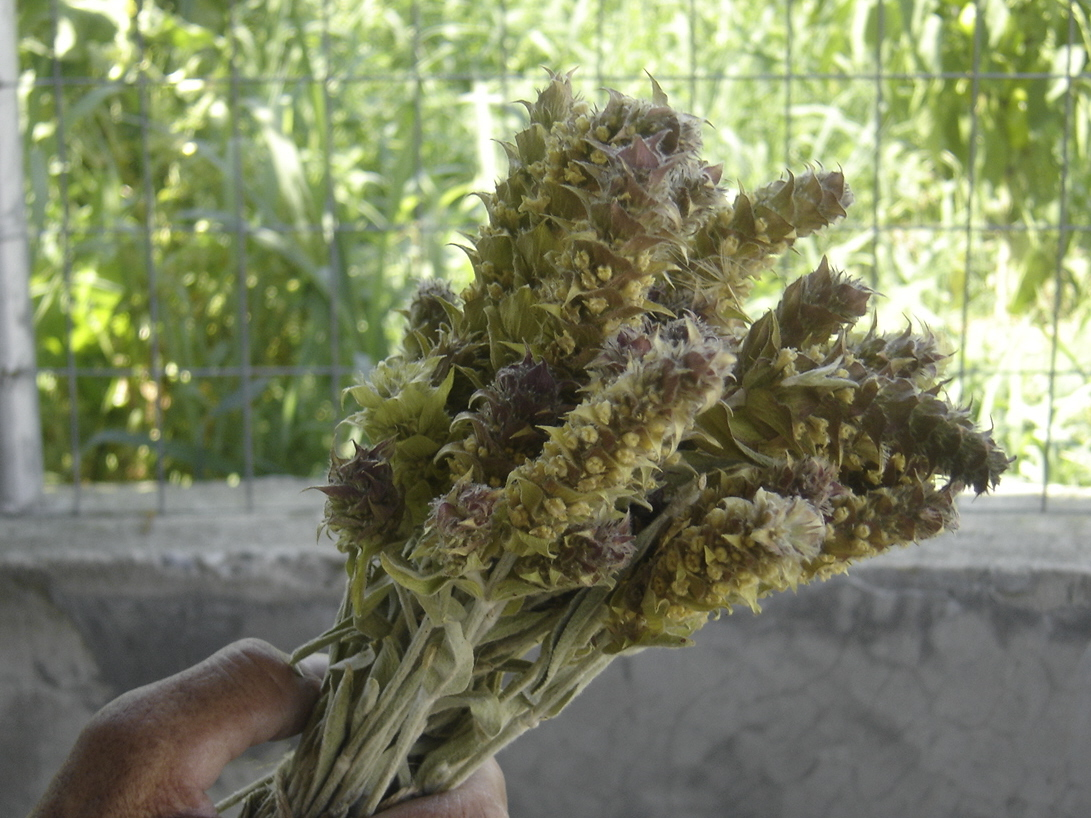
Griechischer Bergtee (Sideritis scardica) aus Pieria, Griechenland

Als Griechischer Bergtee (griechisch Τσάι του βουνού Tsái tou vounoú, albanisch çaj mali) werden in Griechenland und Albanien regional verschiedene endemische Arten der Sektion Empedoclia aus der Gattung der Gliedkräuter (Sideritis) angeboten. Diese Teesorte ist aber auch in anderen Balkanländern verbreitet, wo er ebenfalls als „Bergtee“ bezeichnet wird.

## Sorten
Nach den jeweiligen lokal vorkommenden Sideritis-Arten unterscheidet man folgende Teesorten:
- Epirischer Bergtee (τσάι βλάχικο) aus Sideritis perfoliata subsp. athoa
- Evischer Bergtee (τσάι της Εύβοιας) aus Sideritis euboea
- Olympischer Bergtee (τσάι του Ολύμπου) aus Sideritis scardica
- Taygetischer Bergtee (τσάι του Ταϋγέτου) aus Sideritis clandestina
- Parnassischer Bergtee (τσάι του Παρνασσού) resp. Albanischer Bergtee (çaj malit) aus Sideritis raeseri
- Kretischer Bergtee (τσάι της Κρήτης) aus Sideritis syriaca, auch Malotira genannt.[3][4]

Gelegentlich wird Sideritis mit Diptam-Dost (Diktamos) verschnitten.
Alle Arten kommen ab einer Höhe von 1000 m vor und wachsen auf trockenem Untergrund.

## Gewinnung
Einige Sideritis-Arten, wie Sideritis raeseri, werden mittlerweile kultiviert. Vorherrschend ist aber nach wie vor die Ernte von Wildpflanzen, die die Bestände mehrerer Arten beeinträchtigt. Seit den verheerenden Waldbränden auf dem Peloponnes im Jahr 2007 ist dort vielerorts das Pflücken des Sideritis clandestina verboten. 

## Nutzung

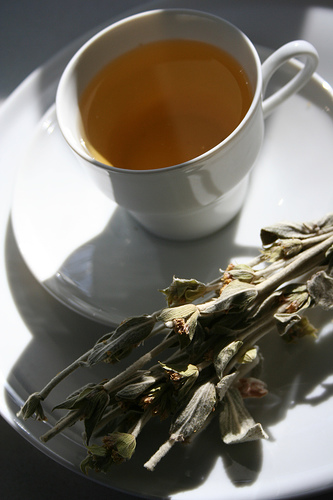
Griechischer Bergtee
mit Sideritis-Bündel

Der Tee wird durch Aufguss oder Abkochung ganzer oder zerkleinerter Stängel samt Blättern und Blüten in einer Kanne Wasser zubereitet. Der Sud muss etwa drei Minuten ziehen, bis sich der Geschmack entfaltet. Zusätzlich kann je nach Geschmack Honig (Zucker) und Zitrone hinzugefügt werden.

## Anwendung
Klassische Anwendungsgebiete sind Erkältungskrankheiten und Verdauungsprobleme. Zudem gibt es Hinweise auf zentralnervöse Effekte, wie zum Beispiel die Hemmung der Wiederaufnahme von Monoaminen.